# The Quota
Albums de Jimmy Heath
Really Big! (en)
(1960) Triple Threat (Jimmy Heath album) (en)
(1962)
The Quota est le troisième album du saxophoniste Jimmy Heath. Il comprend des performances enregistrées en 1961, initialement publiées sur le label Riverside . 

## Réception
Pour Leonard Feather, critique de DownBeat, « All in all, a session that didn't aim too high and managed to hit the target » .  
Stephen Cook pour AllMusic a déclaré quant à lui : « Jimmy Heath's considerable talents are very evident on this fine hard bop title... The Quota's strong material, tight arrangements, and thoughtful solos help make this Heath title one of the better hard bop releases available and a must for any jazz collection »  .

## Liste des pistes
Toutes les compositions sont de Jimmy Heath sauf indication contraire
1. The Quota - 5:08
2. Lowland Lullaby - 4:38
3. Thinking of You (1927 song) (en) (Harry Ruby, Bert Kalmar) - 5:08
4. Bells and Horns (Milt Jackson) - 4:55
5. Down Shift - 5:47
6. When Sunny Gets Blue (Marvin Fisher, Jack Segal (en)) - 6:29
7. Funny Time - 6:23

## Musiciens
- Jimmy Heath - saxophone ténor
- Freddie Hubbard - trompette
- Julius Watkins - Cor français
- Cedar Walton - piano
- Percy Heath – basse
- Albert Heath – batterie